# Турий полуостров
Ту́рий полуо́стров — полуостровов в Мурманской области России.

## Описание
Турий полуостров находится в южной части Кольского полуострова на Кандалакшском берегу Белого моря. Длина — до 15 км. Ширина — до 10 км. На полуострове находятся мысы Турий и Носок. В северо-западной части отделён от материка Сосновой губой. В восточный берег полуострова вдается губа Карж. На полуострове несколько небольших озёр, крупнейшие из которых Летнегорской, Голышево и Кужозерки. На перешейке находится озеро Нижнее Выпчозеро. Много малых рек и ручьёв. Север полуострова заболочен. Ближайшие к полуострову поселения: Умба и Кузрека.
Рельеф полуострова преимущественно холмистый. Высочайшая точка 172 м (гора Летняя). В море близ полуострова встречаются подводные и надводные камни. Глубины моря рядом с полуостровом до 238 м. На западном побережье в 200 м от берега находится остров Вольостров, отделённый от Турьего полуострова проливом Вольостровская Салма.
Полуостров является ботаническим памятником, здесь встречается много редких видов растений. Благодаря расположенной здесь интрузии ультращелочных пород, на Турьем полуострове разнообразные флора и почвы. Лес преимущественно берёзовый и сосновый. Растениями-эндемиками на полуострове считаются солнцецвет арктический и одуванчик турьемысский. Также произрастают и другие виды из Красной книги России: калипсо луковичная, родиола розовая, пион Марьин корень, осока свинцовая и кизильник киноварно-красный.
Часть полуострова входит в Кандалакшский заповедник.